# Араны
Араны — село в Арсеньевском районе Тульской области России. 
В рамках административно-территориального устройства является центром Аранского сельского округа Арсеньевского района, в рамках организации местного самоуправления входит в муниципальное образование Манаенское со статусом сельского поселения в составе муниципального района.

## География
Село находится в юго-западной части региона, в лесостепной зоне, в пределах юго-западного склона Среднерусской возвышенности, по берегам реки Исты,  в 21 км к юго-западу от посёлка городского типа Арсеньево и в 100 км от Тулы.

### Климат
Климат характеризуется как умеренно континентальный, с умеренно холодной зимой и тёплым неустойчивым летом. Среднегодовая многолетняя температура воздуха составляет 4,3 °С. Средняя температура воздуха летнего периода — 18,7 °С (абсолютный максимум — 37 °С); зимнего периода — −9,8 °C (абсолютный минимум — −42 °С). Безморозный период длится в среднем 145 дней. Среднегодовое количество атмосферных осадков составляет 524 мм, из которых большая часть (около 70 %) выпадает в тёплый период. Снежный покров держится около 140 дней. В розе ветров преобладают ветры западного и юго-западного направлений.

## Население
| 2002 | 2010 |
| ---- | ---- |
| 226  | ↘129 |

## История

### До 1917 года

Араны на Генеральном плане межевания 1792 г.

Первое упоминание о д. Араны приходится на время царствования Михаила Федоровича, первого русского царя из рода Романовых.
В 1633 году в числе населенных пунктов Погорельского стана упоминается деревня Ораная, которая находилась в собственности Алексея Немировича и Семеона Немировича Киреевских. Дьяк Феоктист Тихомиров, осуществлявший перепись населения в 1633 году, обращает внимание на то, что многие крестьянские дома были пусты, так как крестьяне были в бегстве по городам. Феоктист пишет о бедности почвы, о том что крестьянские земли не обработаны, из-за чего пахотные земли стали зарастать лесом. Переписчик обращает внимание на леса, которые были богаты на медоносы, грибы и ягоды.
Этимологическое значение слова в названии деревни происходит от славянского слова «орать» — пахать землю, отсюда «оратай» и «оратуешко» — землепашец.
Село относилось к Сертолетовской волости Белёвского уезда Тульской губернии.
В Генеральном плане межевания Белёвского уезда 1792 года есть упоминание о владении Алексеем Никитичем Киреевским деревней Арана с Гиляевой пустошью. Так же упоминается, что в деревне был 41 двор с населением 510 человек — 270 мужчин и 240 женщин.
Существует предположение, что дворяне Киреевские, которые владели к тому времени соседним селом Сертолетово, первоначально посылали из села своих крепостных крестьян для работы на Гиляеву пустошь, а потом образовали на том месте деревню Араны, отселив туда часть крестьян.

### Дворяне, владевшие деревней
1. Алексей Немирович Киреевский, стряпчий с платьем (1627—1629), московский дворянин (1636—1668), походный дворянин царицы Натальи Кирилловны Нарышкиной (1676);
2. Семён Немирович Киреевский;
3. ? Никифор Семёнович Киреевский;
4. ? Александр Никифорович Киреевский владел 1699 г.;
5. Алексей Никитич Киреевский (01.11.1745 — 01.02.1812) владел до 1812;
6. Анна Алексеевна Демидова, в девичестве Киреевская (1773—1844), владела деревней в 1812—1844. Её родная сестра Мария Алексеевна — мать русского философа-славянофила Алексея Степановича Хомякова;
7. Никита Степанович Киреевский (12.02.1813-01.11.1967), владел деревней в 1858—1867.

### Образование
В 1884 в деревне Араны была открыта школа грамоты.

### Церковный приход

Араны на Военно-топографической карте Российской Империи 1846—1863

В церковном отношении жители д. Араны были частью прихода Христорождественской церкви с. Сороколетово. Все акты гражданского состояния жителей д. Араны велись через метрический учёт Христорождественской церкви с. Сороколетово.
Владевшая деревней Араны Анна Алексеевна Демидова в 1858 году пожертвовала на ремонт деревянной Христорождественской церкви с. Сороколетово значительную сумму денег. Храм сгорел в 1865 году, восстановленный в следующем году храм не сохранился до наших дней.

### Перепись населения до 1917 года

Фрагмент титульного листа «Ревизская сказка» 1834 г.

В деревне Араны в 1719, 1782, 1816, 1834 и 1858 годах проводилась подворовая перепись населения. Рукописи данных переписей сохранились и находятся в государственном архиве Тульской области (ГАТО), там же хранятся метрические книги за отдельные дореволюционные года из сороколетовского храма.
Сказки первой ревизии можно найти в РГАДА (Ф.350 Оп.2 Д.311).
Число жителей д. Араны:
- 1792 г. — 510 человек;
- 1795 г. — 507 человек;
- 1857 г. — 669 человек.